# ELV (Startrampe)

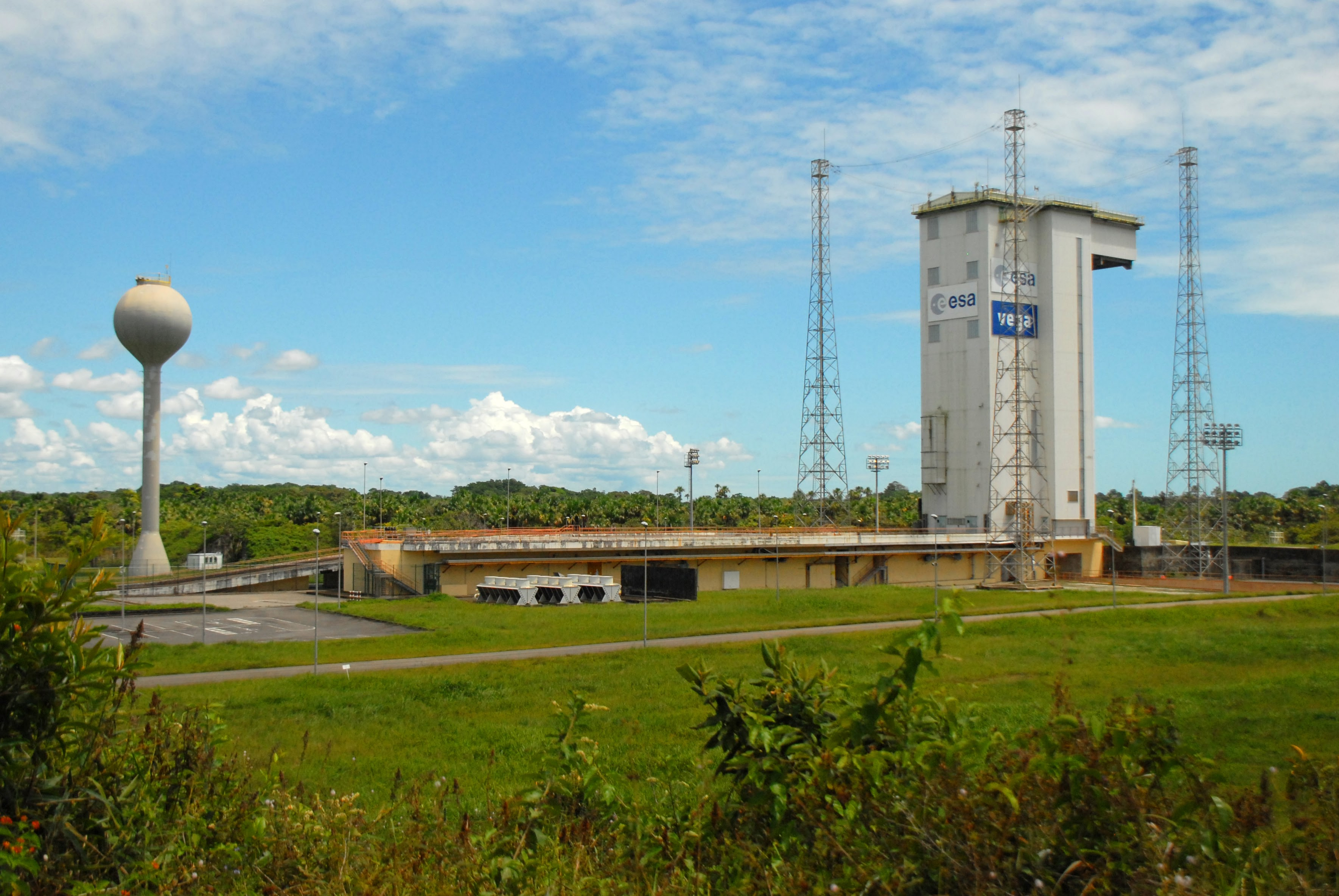
Blick auf die ELV-Startrampe

ELV (Ensemble de Lancement Vega) ist eine Raketenstartrampe des Guyana-Weltraumzentrums, von der aus die europäische Trägerrakete Vega startet. In den Jahren 1979 bis 1991 wurde die Startrampe als ELA-1 (Ensembles de Lancement Ariane) bezeichnet.

## Ariane: 1973 bis 1991
1973 wurde mit der Entwicklung einer Startrampe für die Europa 2 begonnen. Nach dem Abbruch des Europa-Programms und dem Beginn des Ariane-Programms wurden 1975 mit den Umbauarbeiten an der Startrampe für Ariane-Starts begonnen. Nach Abschluss der Umbauarbeiten im Jahre 1978 erfolgte am 24. Dezember 1979 die Funktionsqualifizierung mit dem ersten erfolgreichen Start der Ariane 1.
Da die Startrampe nur über einen festen Starttisch verfügte und somit die gesamte Startvorbereitung auf der Rampe durchgeführt werden mussten, war die Startrate auf fünf Starts pro Jahr begrenzt. Um die Startrate erhöhen zu können, ging ELA-2 1986 in Betrieb. Aufgrund der großen Ähnlichkeit zwischen der Ariane 1 und ihren Nachfolgemodellen Ariane 2 und Ariane 3 wurde die ELA-1 auch für Starts dieser Raketentypen verwendet.
Nach drei Jahren paralleler Nutzung mit ELV-2 und nach dem letzten Start einer Ariane 3 am 11. Juli 1989 wurde die Startrampe nach insgesamt 25 Starts schließlich stillgelegt. Am 21. Juni 1991 wurde ELA-1 abgerissen.

## Vega: 2004 bis heute
Ende 2004 wurde mit dem Umbau der Startrampe ELA-1 begonnen, um von dieser nun als ELV bezeichneten Startrampe aus die für kleinere Nutzlasten zwischen 300 und 2500 kg neu entwickelte europäische Trägerrakete Vega starten zu können. Der Erststart erfolgte als Qualifikationsflug am 13. Februar 2012 und transportierte neun Satelliten, darunter sieben Picosatelliten europäischer Universitäten, in die Umlaufbahn.